# Église Saint-Martin de Thiéville
Pour les articles homonymes, voir Église Saint-Martin.
L'église Saint-Martin est une église catholique située à Saint-Pierre-en-Auge, en France.

## Localisation
L'église est située dans le département français du Calvados, dans le bourg de Thiéville, commune déléguée de la commune nouvelle de Saint-Pierre-en-Auge.

## Historique
Le clocher et la façade occidentale sont classés au titre des monuments historiques depuis le 22 octobre 1913.